# Michael Jepsen Jensen
Michael Jepsen Jensen (født 18. februar 1992 i Grindsted) er dansk speedwaykører.
I 2012 vandt han det nordisk Grand Prix, som var en del af Speedway Grand Prix, som den første wildcardkører siden Hans N. Andersen i 2006. Senere samme år blev han U21-verdensmester.
Kører for flg. klubber (2021):
- Slangerup (DK)
- ? (PL)
- Eskilstuna Smederna (S)